# Église de la Sainte-Résurrection de Dhaka
 (décembre 2023).
Si vous disposez d'ouvrages ou d'articles de référence ou si vous connaissez des sites web de qualité traitant du thème abordé ici, merci de compléter l'article en donnant les références utiles à sa vérifiabilité et en les liant à la section « Notes et références ».
L'église de la Sainte-Résurrection est un édifice religieux de l’Église apostolique arménienne sis dans le quartier d’Armanitola du vieux Dhaka (Bangladesh). Fondée en 1781, l'église témoigne de l'existence d'une importante communauté arménienne dans la région dans les XVIIe et XVIIIe siècles. La communauté arménienne ayant quitté Dhaka, les offices religieux y sont rares, mais le monument est historiquement important et classé au patrimoine national du pays.

## Histoire
À la suite de l'occupation de leur pays par les Perses, de nombreux Arméniens partent en exil. Ils sont alors nombreux à s’installer en Inde, et au Bengale en particulier. Leur présence à Dhaka remonte au XVIIe siècle. Ils se font bientôt une réputation d’habiles commerçants. À Dhaka, les marchands arméniens font le commerce du jute et du cuir. Le succès de ces entreprises convainc certains d’entre eux de s'installer définitivement au Bengale. À Dhaka le quartier où la communauté arménienne est prépondérante en prend le nom: c’est ‘Armanitola’.

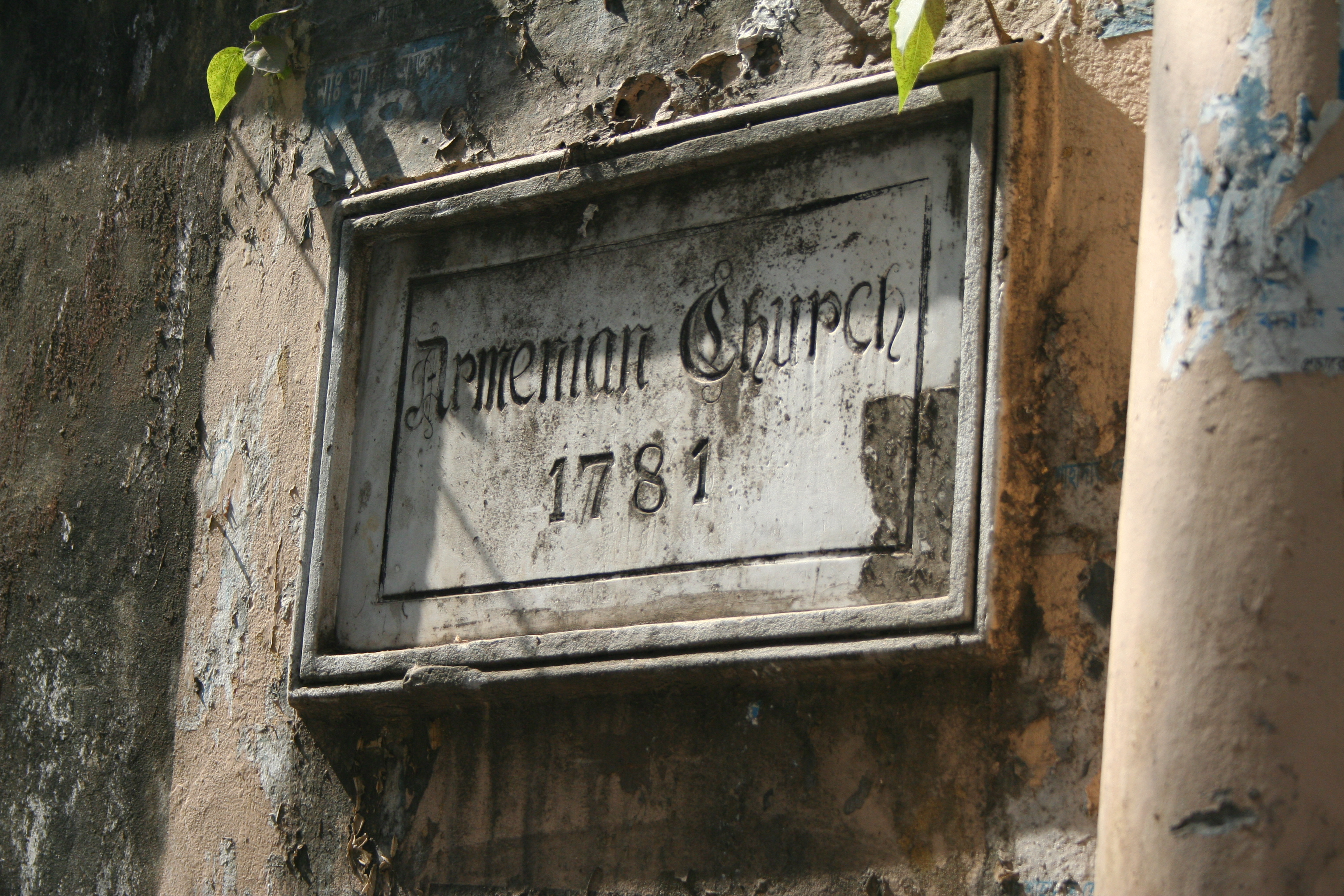
Plaque sur le portail d'entrée

Appartenant à une Église chrétienne orientale particulière les Arméniens construisent leur église en 1781, au cœur de leur florissant quartier d’affaires. Le site était déjà leur cimetière avant que l'église ne fut édifiée. Certaines pierres tombales sont plus anciennes que l’église même. Agaminus Catachik, un Arménien, fit don du terrain pour que soit construite l’église.
Une cinquantaine d’années après l’édification de l’église une tour avec horloge y est jointe sur son côté occidental. Le monument est imposant. L’horloge peut être entendue à 4 kilomètres de distance et le son de sa cloche détermine informellement l’heure « officielle » de la région. L'horloge s’est arrêtée en 1880 et un tremblement de terre met à bas la tour en 1897.
Aujourd’hui, les Arméniens ont presque tous quitté Dhaka et le Bengale. Aucun prêtre arménien n’y réside. L’église n’est ouverte qu’en de rares occasions, même s’il se trouve encore un Arménien responsable de son entretien. L’édifice est classé au patrimoine des bâtiments historiques du Bangladesh.

## Description
Le plan de l'église est rectangulaire. Elle possède quatre portes dont la principale est en plein cintre. 27 fenêtres y donnent la lumière. L'espace intérieur est divisé en trois sections : un sanctuaire fermé par une balustrade, une section moyenne centrale et un espace séparé par une partition, qui est réservé aux femmes et aux enfants.

## Cimetière
L’ancien cimetière, autour de l’église, est devenu comme une cour pavée de pierres tombales. 350 personnes y ont reçu leur sépulture, la plus ancienne pierre tombale datant de 1762, quelques années avant la construction de l’église. Il est la mémoire d'un groupe socio-religieux autrefois bien présent et même florissant qui a aujourd’hui disparu de Dhaka.